# Курт Яра
Курт Яра (нім. Kurt Jara, нар. 4 жовтня 1950, Інсбрук) — австрійський футболіст, півзахисник. По завершенні ігрової кар'єри — тренер.

## Клубна кар'єра
У дорослому футболі дебютував 1968 року виступами за «Ваккер» (Інсбрук), в якому провів п'ять сезонів. За цей час двічі виборював титул володаря Кубка Австрії та тричі ставав чемпіоном країни.
Протягом 1973—1975 років захищав кольори «Валенсії».
Своєю грою за останню команду привернув увагу представників тренерського штабу «Дуйсбурга», до складу якого приєднався влітку 1975 року. Відіграв за дуйсбурзький клуб наступні п'ять сезонів своєї ігрової кар'єри. Більшість часу, проведеного у складі «Дуйсбурга», був основним гравцем команди.
Протягом сезону 1980—81 років захищав кольори «Шальке 04».
Влітку 1981 року перейшов до «Ґрассгоппера», за який відіграв 4 сезони.  Граючи у складі «Ґрассгоппера» також здебільшого виходив на поле в основному складі команди. За цей час виборов титул володаря Кубка Швейцарії та тричі ставав чемпіоном країни. 
Завершив професійну кар'єру футболіста виступами за команду «Ґрассгоппер» у 1985 році

## Виступи за збірну
11 липня 1971 року дебютував в офіційних матчах у складі національної збірної Австрії в товариській грі проти збірної Бразилії, що завершилася з рахунком 1-1. 
У складі збірної був учасником чемпіонату світу 1978 року в Аргентині, чемпіонату світу 1982 року в Іспанії.
Всього протягом кар'єри у національній команді, яка тривала 15 років, провів у формі головної команди країни 59 матчів, забивши 15 голів.

## Кар'єра тренера
Розпочав тренерську кар'єру невдовзі по завершенні кар'єри гравця, 1986 року, очоливши тренерський штаб клубу «Ґрассгоппер».
Надалі очолював клуби «Санкт-Галлен», «Цюрих», «Адміра-Ваккер», «Шкода Ксанті», АПОЕЛ, «Тіроль», «Гамбург» та «Кайзерслаутерн».
Наразі останнім місцем тренерської роботи був клуб «Ред Булл», який Курт Яра очолював як головний тренер протягом сезону 2005–06 років.

## Статистика

### Клуб
| Сезон   | Клуб               | Ліга       | Ігор | Голів |
| ------- | ------------------ | ---------- | ---- | ----- |
| 1968/69 | «Ваккер» (Інсбрук) | Бундесліга | ?    | ?     |
| 1969/70 | «Ваккер» (Інсбрук) | Бундесліга | 30   | 7     |
| 1970/71 | «Ваккер» (Інсбрук) | Бундесліга | 27   | 12    |
| 1971/72 | «Ваккер» (Інсбрук) | Бундесліга | 27   | 8     |
| 1972/73 | «Ваккер» (Інсбрук) | Бундесліга | 28   | 13    |
| 1973/74 | «Валенсія»         | Ла Ліга    | 24   | 5     |
| 1974/75 | «Валенсія»         | Ла Ліга    | 33   | 6     |
| 1975/76 | «Дуйсбург»         | Бундесліга | 31   | 4     |
| 1976/77 | «Дуйсбург»         | Бундесліга | 34   | 7     |
| 1977/78 | «Дуйсбург»         | Бундесліга | 30   | 4     |
| 1978/79 | «Дуйсбург»         | Бундесліга | 34   | 4     |
| 1979/80 | «Дуйсбург»         | Бундесліга | 31   | 4     |
| 1980/81 | «Шальке 04»        | Бундесліга | 31   | 2     |
| 1981/82 | «Ґрассгоппер»      | Суперліга  | 25   | 8     |
| 1982/83 | «Ґрассгоппер»      | Суперліга  | 29   | 7     |
| 1983/84 | «Ґрассгоппер»      | Суперліга  | 30   | 5     |
| 1984/85 | «Ґрассгоппер»      | Суперліга  | 27   | 4     |

## Титули і досягнення

### Як гравця
- Чемпіон Австрії (3):

«Ваккер» (Інсбрук):  1970–71, 1971–72, 1972–73
- Володар Кубка Австрії (2):

«Ваккер» (Інсбрук):  1969–70, 1972–73
- Чемпіон Швейцарії (3):

«Ґрассгоппер»:  1981–82, 1982–83, 1983–84
- Володар Кубка Швейцарії (1):

«Ґрассгоппер»: 1982–83

### Як тренера
- Чемпіон Австрії (2):

«Тіроль»:  1999–2000, 2000–01
- Володар Кубка німецької ліги (1):

«Гамбург»: 2003